# 1001 nacht (Toppers)
1001 nacht is een lied van de Nederlandse muziekgroep de Toppers. Het werd in 2013 als single uitgebracht.

## Achtergrond
1001 nacht is een nummer dat past in het genre nederhop. In het lied zingen de artiesten over hoe hun leven is als een sprookje uit duizend-en-een-nacht. Het nummer is een bewerking van het lied C'est la vie van Khaled uit 2012 en het was het themalied van de negende editie van Toppers in concert.
In het lied hebben de zangers verwijzingen aangelegd naar enkele van hij eigen nummers. Jeroen van der Boom brengt een stuk in het lied ten gehore dat gaat: "Want jij bent zo en zegt nooit geen nee". Dit stuk verwijst naar zijn lied Jij bent zo. Gerard Joling legt een verwijzing aan naar zijn lied Maak me gek met de regel "Na al die jaren maar jij mij nog gek". René Froger doelt met de regel "Waar jij ook gaat of staat, zet ik voor jou mijn duizendste vers kopje thee" naar het nummer Alles kan een mens gelukkig maken.

## Hitnoteringen
De groep had succes met het lied in Nederland. Het piekte op de dertiende plaats van de Single Top 100 en stond acht weken in deze hitlijst. De Top 40 werd niet bereikt; het lied bleef steken op de negende plaats van de Tipparade.